# Controllo del livello di rombo
Controllo del livello di rombo è il primo album dal vivo del gruppo musicale italiano Subsonica, pubblicato il 7 febbraio 2003 dalla Mescal.

## Il disco
Contiene i brani suonati durante il tour del 2002, in cui la band ha promosso l'album Amorematico con circa 80 date.
Gli inediti aggiunti alle canzoni live sono tre: L'errore, Livido amniotico e Non chiedermi niente.

## Tracce
CD 1
1. L'errore - 5:40 (Max Casacci)
2. Radiopatchanka - 6:13 (Max Casacci, Davide Dileo)
3. Nuvole rapide - 4:41 (musica: Davide Dileo, Roger Rama - testo: Max Casacci, Samuel Romano)
4. Albascura - 4:02 (musica: Samuel Romano, Max Casacci - testo: Max Casacci, Samuel Romano)
5. Colpo di pistola - 4:27 (musica: Davide Dileo, Max Casacci - testo: Max Casacci)
6. Gente tranquilla (feat. Rachid) - 4:41 (musica: Max Casacci - testo: Max Casacci, Luca Ragagnin)
7. Perfezione - 6:45 (Max Casacci)
8. Velociraptor - 5:53 (Max Casacci, Davide Dileo)
9. Come se - 4:39 (musica: Davide Dileo - testo: Samuel Romano, Luca Ragagnin)
10. Il cielo su Torino - 4:26 (musica: Max Casacci - testo: Max Casacci, Luca Ragagnin)
11. Tutti i miei sbagli - 4:17 (musica: Max Casacci, Davide Dileo - testo: Max Casacci, Samuel Romano)
12. Livido amniotico (feat. Veronika) - 4:35 (musica: Davide Dileo - testo: Max Casacci)

CD 2
1. Non chiedermi niente - 4:56 (Max Casacci)
2. Eva-Eva - 5:57 (musica: Davide Dileo, Max Casacci - testo: Max Casacci, Luca Ragagnin)
3. Discolabirinto - 5:15 (musica: Davide Dileo, Morgan - testo: Morgan)
4. Nuova ossessione - 4:40 (musica: Davide Dileo - testo: Max Casacci)
5. Mammifero - 4:43 (Max Casacci)
6. Depre - 5:30 (Max Casacci)
7. Strade - 6:16 (musica: Davide Dileo, Samuel Romano - testo: Samuel Romano, Max Casacci)
8. Ain't no sunshine - 3:44 (Bill Withers)
9. Istantanee - 4:20 (musica: Max Casacci, Davide Dileo - testo: Max Casacci, Samuel Romano)
10. Aurora sogna - 4:22 (Max Casacci)
11. Liberi tutti - 4:13 (musica: Max Casacci - testo: Max Casacci, Samuel Romano)
12. Sole silenzioso - 7:28 (Max Casacci)

## Formazione
- Samuel – voce
- Max – chitarra, basso elettrico (in Velociraptor), programmazione, voce, produzione
- Vicio – basso (1: tracce 1,3,4,6,12 - 2: tracce 1,3-5,8,12)
- Boosta – tastiera, sintetizzatore, programmazione, voce
- Enrico Matta – batteria, percussioni
- Pierfunk - basso elettrico (1: tracce 2,5,7,9-11 - 2: tracce 2,6,7,9-11)

## Classifiche

### Classifiche settimanali
| Classifica (2003) | Posizione massima |
| ----------------- | ----------------- |
| Italia            | 4                 |

### Classifiche di fine anno
| Classifica (2003) | Posizione |
| ----------------- | --------- |
| Italia            | 53        |